# Wałdajski Park Narodowy
Wałdajski Park Narodowy (ros. Валдайский национальный парк) – park narodowy na północy Rosji, w rejonach wałdajskim, okułowskim i diemianskim w obwodzie nowogrodzkim. Został ustanowiony 17 maja 1990 roku, a od 2004 jest  jednym z rezerwatów biosfery UNESCO.
Wałdajski Park Narodowy, wraz z miastem Wałdaj, jeziorem Wałdaj i północną częścią jeziora Seliger jest jednym z najbardziej popularnych miejsc turystycznych w Centralnej Rosji z dobrze rozwiniętą infrastrukturą turystyczną.

## Historia
W średniowieczu powierzchnia parku należała do Republiki Nowogrodzkiej. W jednej z kronik z tego okresu zwymieniono tzw. Krzyż Ignacha – bliżej niesprecyzowane miejsce na pograniczu parku, w kierunku którego z nieznanego powodu wycofali się Mongołowie, atakujący od 1236 roku na Republikę Nowogrodzką. Pierwsza wzmianki o mieście Wałdaj pojawiły się w 1495 roku. Rozrost miasta nastąpił za sprawą budowy drogi łączącej Nowogród Wielki z Centralną Rosją oraz budową monastyru męskiego w 1653 roku, który stał się głównym ośrodkiem kulturalnym. Na początku XX wieku korzystano ze wszystkich dostępnych użytków rolnych, co skutkowało tym, że obszar zaczął być później przekształcany w teren rekreacyjny. Skutkowało to powołaniem Wałdajskiego Parku Narodowego w 1990 roku.

## Położenie i geografia

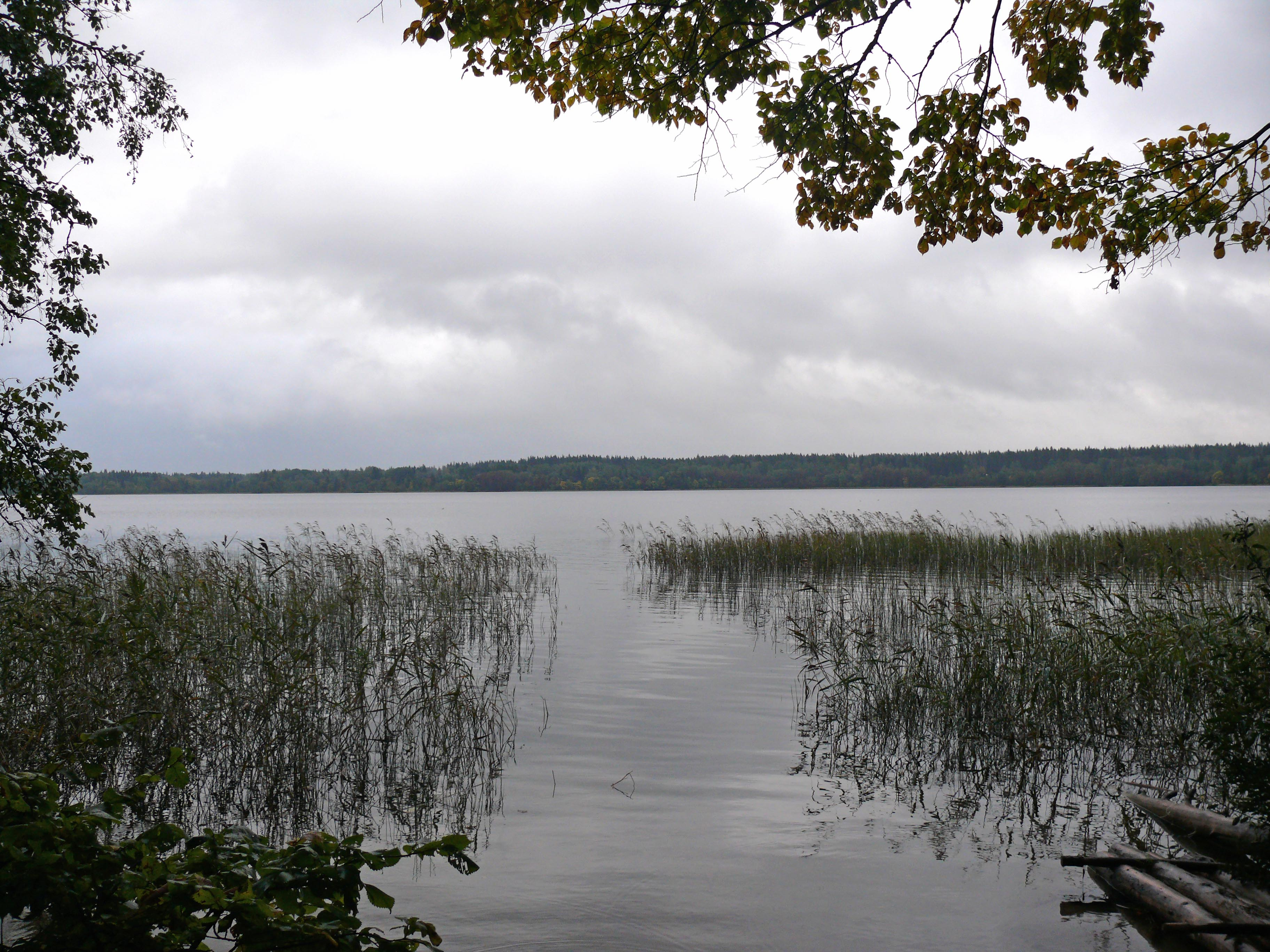
Wschodnia część jeziora Wałdaj

Wałdajski Park Narodowy zajmuje wyższe partie Wyżyny Wałdajskiej i zlokalizowany jest na pograniczu trzech regionów w obwodzie nowogrodzkim, gdzie 12% jego powierzchni stanowi region okułowski, 62% wałdajski, a 26% diemianski. Obecna rzeźba terenu została ukształtowana podczas epoki lodowcowej i jest charakterystyczna dla form polodowcowych. W parku znajduje się 76 jezior o różnym pochodzeniu. Największymi z nich są Seliger (znajdujący się tylko częściowo znajduje się na obszarze parku), Wałdaj, Welaj, Użyn oraz Borowno. Znajdują się tam dorzecza rzek Poli, Msty i Wołgi. Wałdajka będąca dopływem rzeki Bieriezajki, wypływa z jeziora Użyn, zaś Polomet, jest dopływem rzeki Poli, zaś ta ma swoje źródło w środku parku.